# 阿扎迪塔
阿扎迪塔（羅馬化：Borj-e Āzādi；自由纪念塔），原名沙希亚德塔（波斯語：برج شهیاد，Borj-e Šahyād；国王纪念塔），位于伊朗首都德黑兰阿扎迪廣場的一座紀念碑，是德黑兰的地标，也是伊朗的象征和阿扎迪文化綜合體的一部分，其中還包括一個地下博物館。
阿扎迪塔高約45米（148英尺），完全覆蓋著切割的伊斯法罕大理石。 該塔由伊朗最後一任沙王穆罕默德·禮薩·巴列維委託，以紀念波斯帝国成立2500周年庆典活動，並於1971年完工。
在贏得設計比賽甄選後，建築師侯赛因·阿马纳特受命設計這座塔。他的想法基於古典和後古典伊朗建築， 白色革命後1960年代對藝術的流行影響。伊朗日益增長的財富引發了現代化計劃，並將藝術產業帶入了文藝復興時期。

## 历史

### 命名
與這座紀念塔相關的名字是居魯士之門 （波斯語：دروازه کوروش，Darvāze-ye Kuroš），在周年慶典籌備期間，慶典委員會主席阿薩多拉·阿拉姆將這座紀念塔稱為帝國之門（波斯語：دروازه امپراتوری，Darvāze-ye Šāhanšāhi）。紀念塔的最終官方名稱是在1966年9月宣布紀念塔設計比賽之前確定的。與慶典委員會合作的古代伊朗語言學者和教授巴赫拉姆·法拉赫瓦希提出了該結構的官方指定名稱——国王纪念塔（波斯語：شهیاد آریامهر，Šahyād Āryāmehr） 。 這座“通往德黑蘭的大門”建於1971年，以紀念伊朗帝國建國2500週年，被命名為國王紀念塔 （波斯語：شهیاد آریامهر，Šahyād）以紀念沙王（穆罕默德·禮薩·巴列維），但後來1979年革命後更名為自由紀念塔（波斯語：برج آزادی ，Borj-e Āzādi），象征伊朗自由神权时代的来临。

### 建造

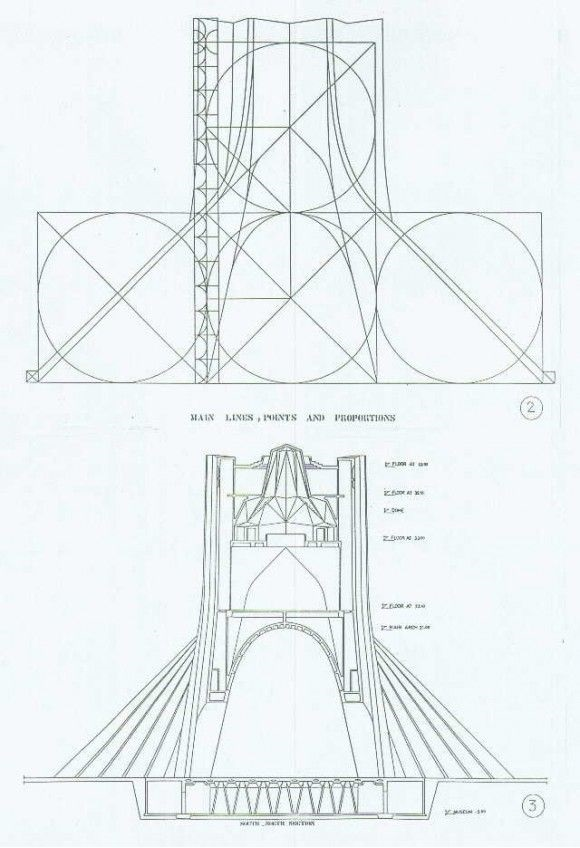
阿扎迪塔設計圖

在1960年代，伊朗成為主要的石油出口國，沙王利用新獲得的財富啟動了該國現代化和工業化的計劃。這遵循了建築師侯赛因·阿马纳特描述為“小復興”的文化發展。 1966年，年僅24歲的阿马纳特贏得了建築設計比賽。
出於政府的考慮，阿马纳特被要求“在獲得慶典委員會批准的情況下”簽署合同，該委員會將作為客戶。阿马纳特計劃與英國奧雅納公司簽訂合同，以協助塔樓的結構設計，因為他們對雪梨歌劇院設計和建造的貢獻給他留下了深刻的印象。當他向外國工程師尋求幫助時，他最初面臨理事會主席以及幾名保守和民族主義的伊朗工程師的反對。儘管如此，沙王還是支持阿马纳特，並致函理事會，將決定權留給建築師。沙后法拉赫·巴列維也支持阿马纳特的決定。
阿马纳特在接受BBC世界新聞採訪時表示，“總體而言，這座建築從基地開始，向天空移動。”他說，他之所以以這種方式設計這座塔，是因為他覺得伊朗“應該朝著更高的水平邁進”。據他介紹，主拱頂是代表古典時代的薩珊拱門，而其上方的斷拱則是代表後古典時代的流行中世紀拱門形式。將拱門連接在一起的“肋網”將代表古典和後古典伊朗之間的聯繫。
阿扎迪塔高45米，塔基长63米，宽42米，呈灰白色，采用钢筋水泥和2500块产自伊斯法罕的大理石建成，象征波斯帝国建国的2500个岁月，其中包括8000大理石。這些石頭都是由坎巴爾·拉希姆定位和提供的，他以對採石場的廣泛了解而聞名，通常被稱為“伊朗的蘇丹石”（波斯語：سلطان سنگ ایران，Soltān-e Sang-e Irān）。計算機被用來“定義其複雜的編織表面”，這在當時是一種新技術。 建造塔樓的主要承包商是“MAP Company”，由著名的伊朗石匠加法爾·達瓦爾帕納監督。 該項目主要由五百名伊朗實業家資助。根據《MEED》的一份報告，建設成本約為600萬美元。
1971年10月16日，阿扎迪塔落成。1972年1月14日，阿扎迪塔正式對公眾開放。
阿爾及利亞首都阿爾及爾的標誌性烈士紀念塔建於1982年，造型明顯模仿了阿扎迪塔，顯示了這座紀念塔的强大影響力。

## 博物館
阿扎迪塔博物館位於地下室。館內是比例莊嚴的樸素的黑色牆壁。混凝土網形成天花板。厚重的門通向一個地下室，陳列室的燈光昏暗，每個都包含一個物體。博物館收藏了許多黃金和琺瑯作品、彩繪陶器、大理石和繪畫。大約有五十件作品被選中，每件作品都代表了伊朗歷史上的一個特定時期。
最早展出的展品包括方形石板、金色床單和蘇薩陶瓦，上面覆蓋著楔形文字。1979年革命之前，主要陳列品是居魯士文書的複製品，原件保存在大英博物館。在通往博物館影像剧院的一個畫廊的牆上，用金色字母刻著天書體楔形文字的譯文。文書表面上有一塊類似的牌匾，上面列出了白色革命的12個點。 接下來，在居魯士文書旁，有一塊金匾，紀念德黑蘭市長最初向穆罕默德·雷紮·巴列維展示的博物館。 陶器、陶瓷、上漆瓷器（如戈爾甘7世紀的藍色和金色盤子）、有照明的古蘭經和微型模型突出了該國直到19世紀的歷史里程碑，這是由皇后的兩塊彩繪板代表的，該建築是代表法拉赫·巴列維的，正如一些古代文獻中所述。

## 活動

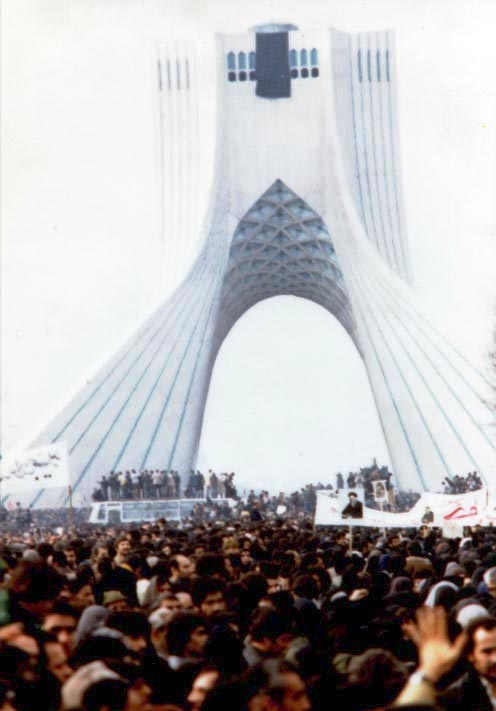
1979年伊朗革命期間的阿扎迪塔

以阿扎迪塔为中心的阿扎迪广场有五万平方米大，广场有大型喷泉和绿地，每年伊朗国庆日，此处会举行盛大的阅兵仪式。

### 影像剧院（1971年）
最初的展覽設計於1971年，1975年被一個新的展覽所取代，該展覽邀請遊客探索伊朗的地理和自然多樣性及其基本歷史元素。 展出了一批國家成就、科技事業、書畫詩和微型畫。該項目由捷克斯洛伐克一家公司設計，需要12000米膠片、20000張彩色幻燈片、20台電影放映機和120臺投影片放映機。這些影像節目由亞羅斯拉夫·弗里奇教授（Jaroslav Frič，1928－2000年）執導，由五台電腦操作整個系統。

### 《文字之門》燈光秀（2015年）
德國藝術家菲利普·蓋斯特（Philipp Geist）在德國統一日之際在阿扎迪塔組織了一個名為《文字之門》的投影映射裝置。 該展覽於2015年10月3日至5日舉行。
在這個項目中，藝術家以詩意的方式將自由、和平、空間和時間的主題形象化。蓋斯特開發了一種燈光裝置，由不同語言的彩色文字和概念以及抽象的繪畫作品組成。發光的文字是英語、德語和波斯語，與塔牆上的現場音樂同步移動。

## 圖片

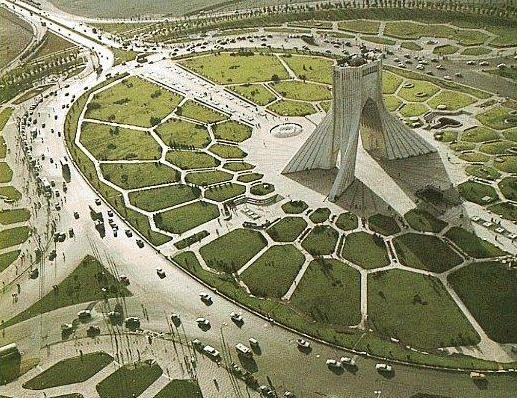
1971年的阿扎迪广场
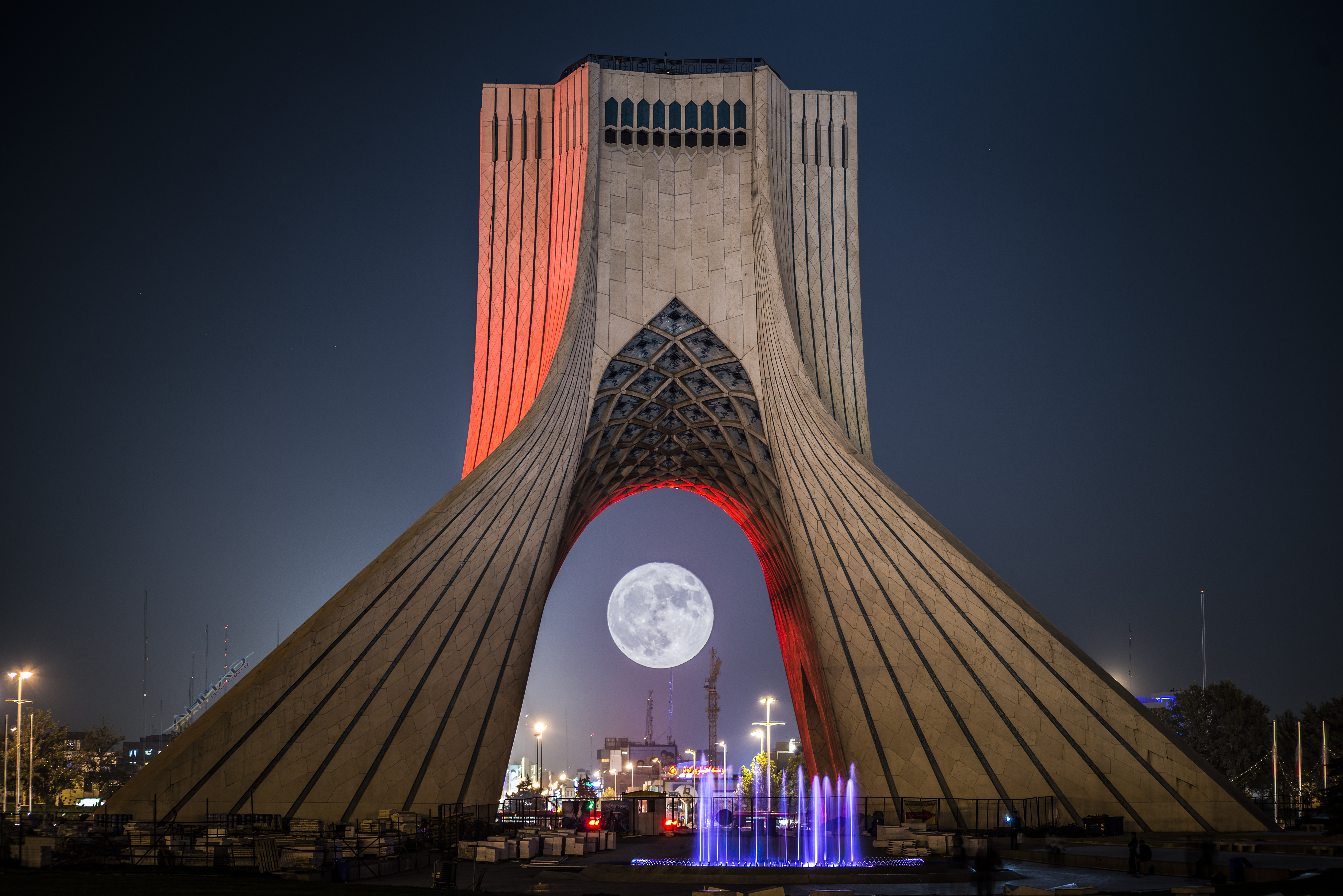
滿月期間的阿扎迪塔
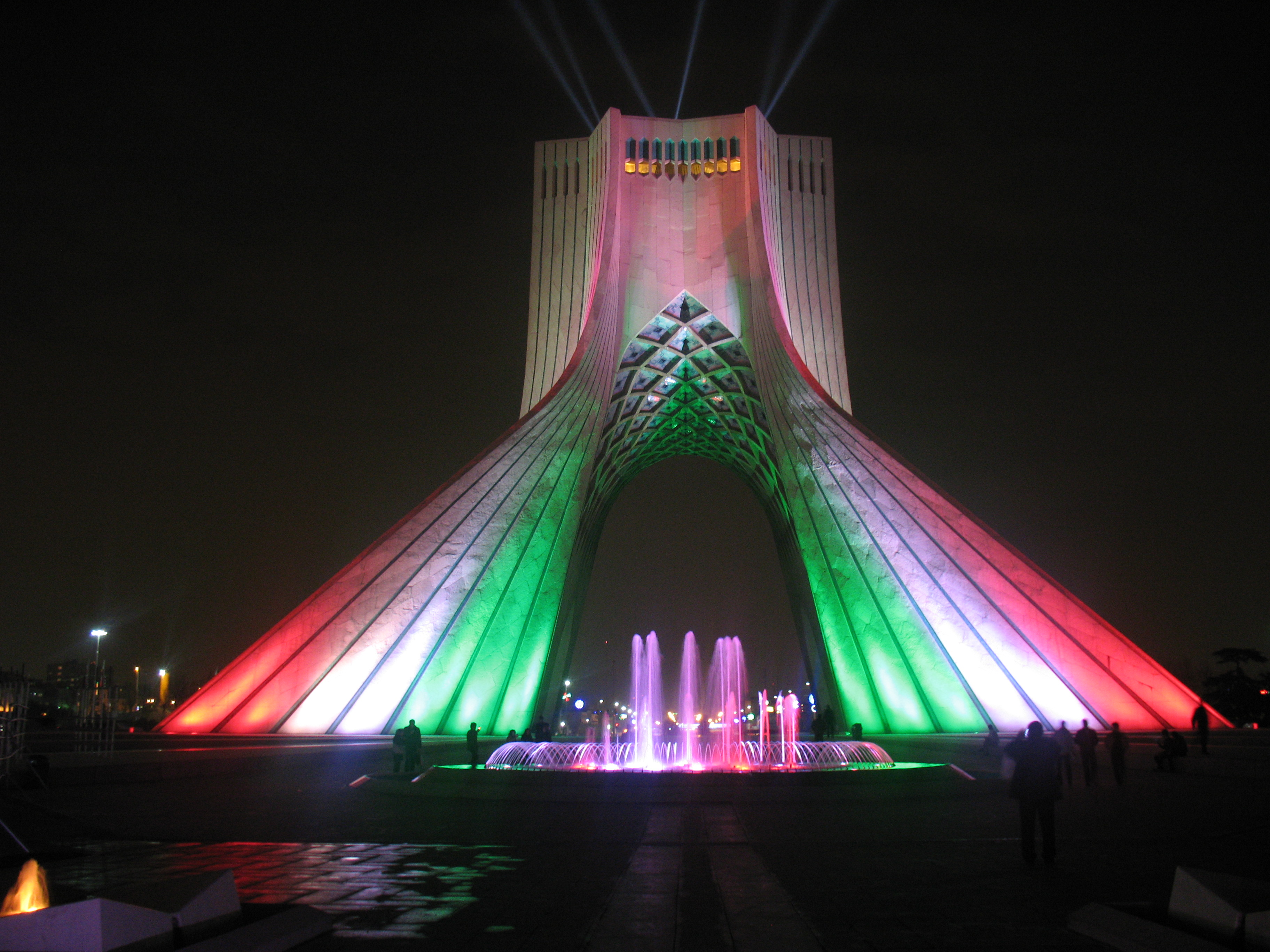
以伊朗國旗顏色照耀的阿扎迪塔
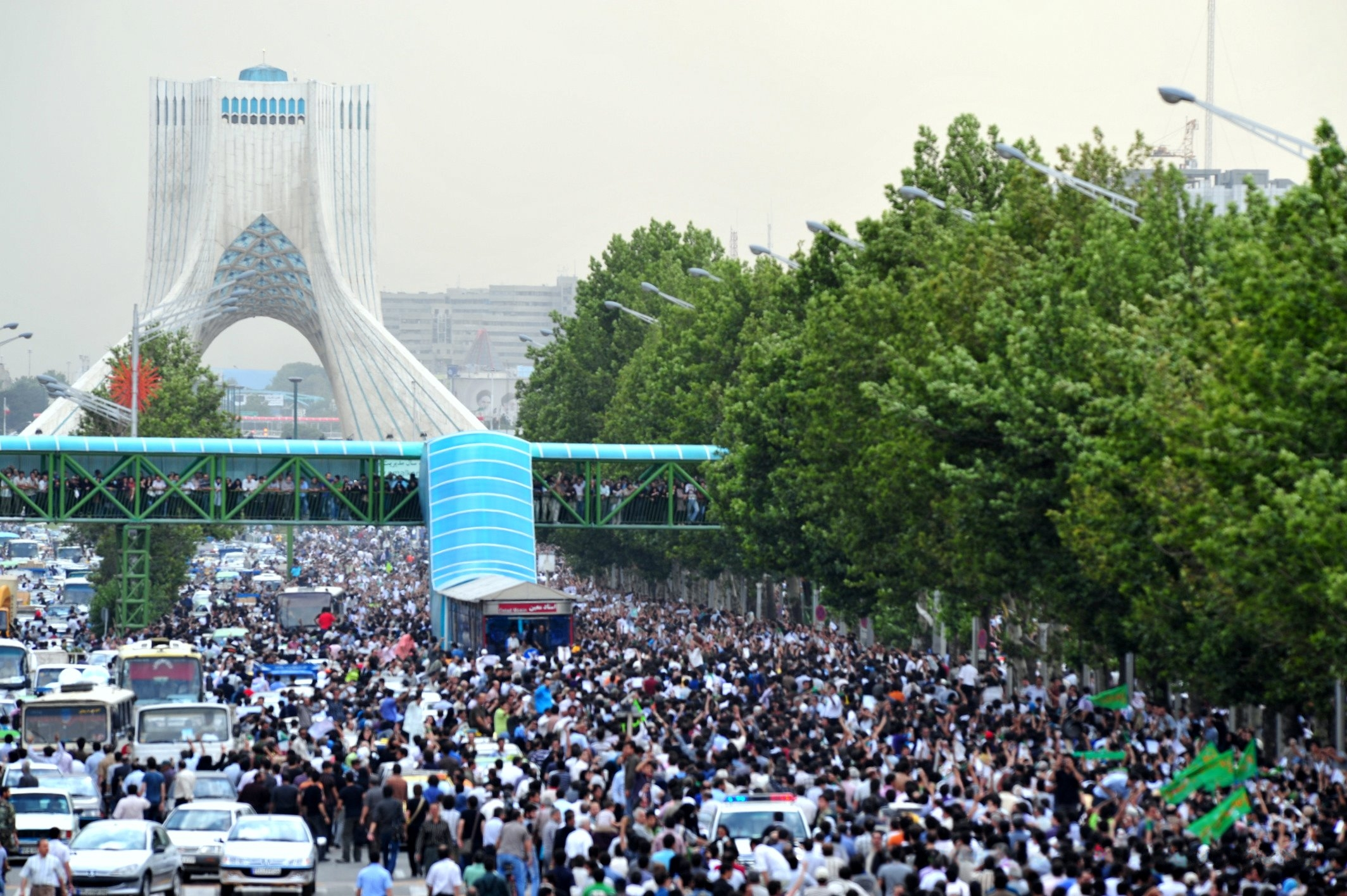
伊朗綠色革命期間的阿扎迪塔
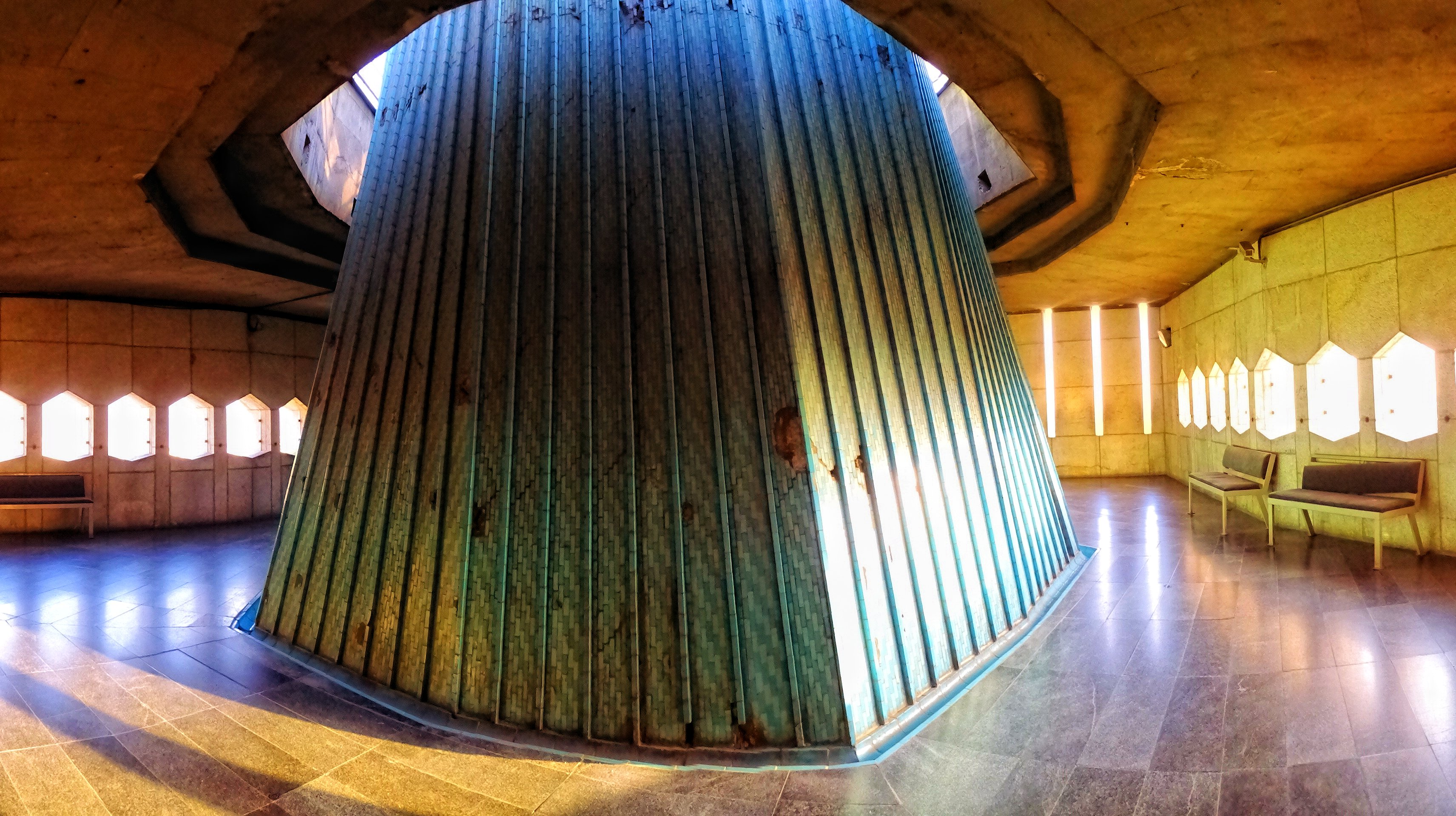
阿扎迪塔觀景台
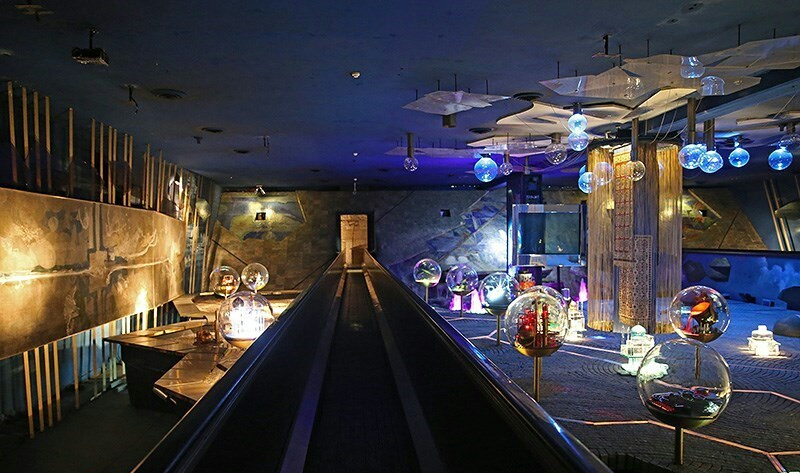
阿扎迪塔博物館內景之一
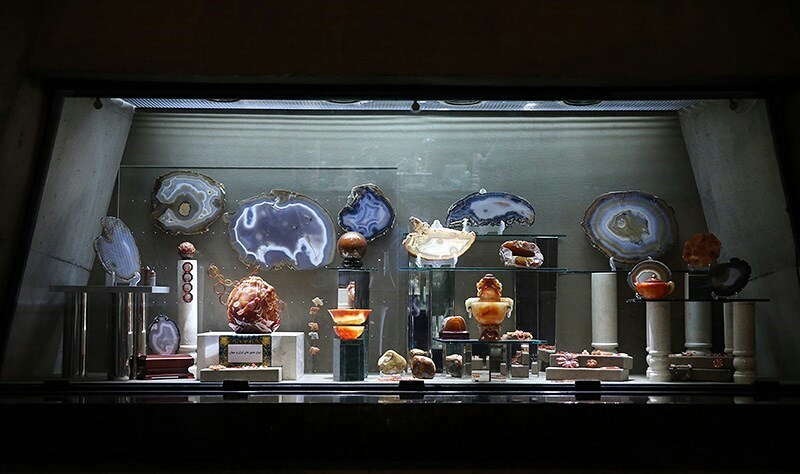
阿扎迪塔博物館內景之二
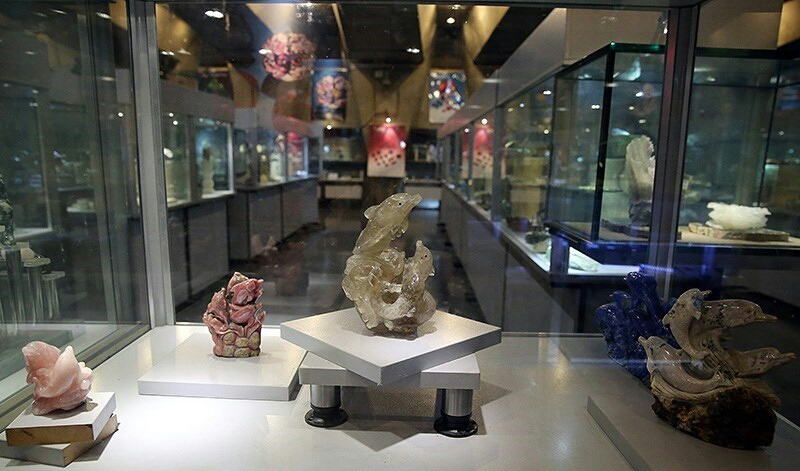
阿扎迪塔博物館內景之三
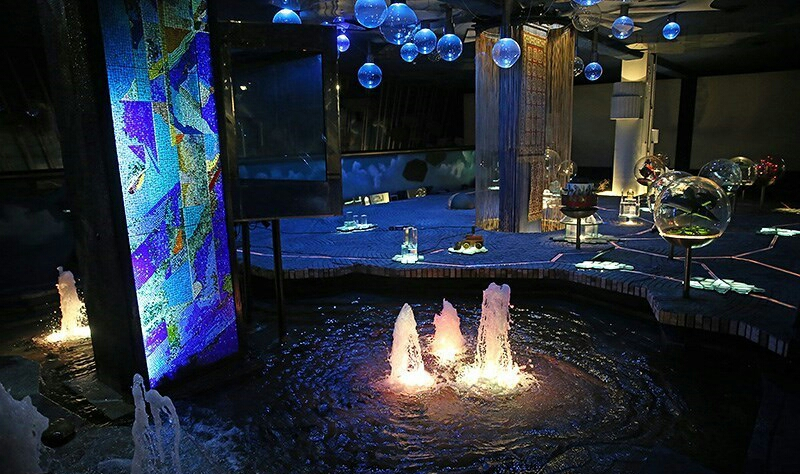
阿扎迪塔博物館內景之四
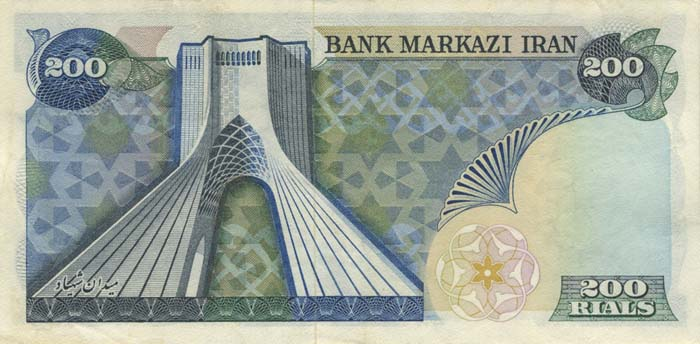
1974年發行的200塊伊朗里亞爾鈔票背面的阿扎迪塔

## 外部連結
- German artist lights up Tehran's freedom arch – in pictures （页面存档备份，存于） (Images)